# Криминале (филм)
Вижте пояснителната страница за други значения на Криминале.
„Криминале“ (на английски: Pulp Fiction) е американски пълнометражен игрален филм от 1994 година, режисиран и написан от Куентин Тарантино, по история на Роджър Ейвъри и Тарантино. В лентата участват редица известни актьори като Самюел Джаксън, Джон Траволта, Ума Търман, Брус Уилис, Харви Кайтел, както и самия Тарантино.
Филмът представлява нелинейна гангстерска история, състояща се от три, свързани помежду си, разказа, в които са замесени двама наемни убийци, боксьор и съпруга на престъпен бос. Главна тема на сюжета е изкуплението. Стилът на лентата блести с оригинален дълъг диалог, множество сцени на жестокост и убийства, черно чувство за хумор и редица препратки към други кино продукти или към поп културата.
През 1995 г. сценарият на Тарантино и Ейвъри печелят „Оскар“ за „най-добър оригинален сценарий“, а международният кинофестивал в Кан връчва голямата награда „Златна палма“ на филма. „Криминале“ също така спечелва признанието на зрителите и критиката, независимо че подобни пародийни ленти са правени и по-рано и в този смисъл продуктът не е някаква революционна новост. През годините филмът натрупва популярност и става един от най-известните и обичани ленти в киното.

## Сюжет
Внимание:  Текстът по-долу разкрива сюжета на произведението (или части от него)!

### Пролог – Ресторанта
Ресторант за бързо хранене. Млада двойка, мъж и жена, наричайки себе си с прякорите „Тиквичка“ и „Зайчето“, разговарят за обири. Двамата обирджии са разочаровани от последния си удар. Мъжът дава идея да ограбят ресторанта, където закусват. Жената е ентусиазирана и престъпниците изкарват пистолети, крещейки, че това е обир.

### Прелюдия къмВинсънт Вега и съпругата на Марселъс Уолъс
Джулс Уинфийлд и Винсънт Вега пътуват с кола и разговарят помежду си. Първият е зад волана, а вторият на предната седалка. Вега е прекарал известно време в Амстердам и разказва за хашиш баровете там. После обяснява за малките различията между Европа и Америка – храната в ресторантите. Двамата спират пред блок, отварят задния капак на колата и се въоръжават с пистолети. Докато влизат в сградата и се качват до дадения етаж, мъжете разговарят за Мия Уолъс – съпруга на мафиотския бос Марселъс Уолъс, която Вега трябва да изведе на приятелска вечеря. Ревнивият Марселъс едва не е убил човек, който е масажирал краката на Мия. Двамата влизат в апартамента на Брет, където са още двама души. Гостите търсят куфарче, вероятно откраднато от тримата от Марселъс Уолъс, за когото работят. Куфарчето е открито и Брет започва да се извинява, но е прекъснат от Джулс, който убива едно от момчетата, лежащо на канапето. Убиецът се обръща към Брет, насочва пистолета и го пита как изглежда Марселъс Уолъс. Момчето, пелтечейки, описва генгстерския бос. Джулс продължава: „ако не изглежда като кучка защо се ебава с него“? След това цитира несъществуващ пасаж от Библията (Иезикиил 25:17). След края на пасажа, заедно с Винсънт, надупчват с куршуми Брет.

### Винсънт Вега и съпругата на Марселъс Уолъс
Полупразен ресторант. Кадър на мъж на средна възраст, на който говори непознат (втория персонаж не се вижда). Гласът се опитва да откаже мъжа от върха на бокса. След „лекцията“, говорителят дава плик, пълен с пари на своя събеседник. Вече, с гръб към зрителя, вторият мъж – едър чернокож с лепенка на врата – съветва боксьора да зареже гордостта си и в петия рунд да падне. Слушателят, който се обръща към шефа си с името Марселъс Уолъс, повтаря думите. През това време Винсънт Вега и Джулс Уинфийлд влизат в ресторанта. Между Вега и подкупеният боксьор възниква кратко спречкване.
На следващия ден, преди да забере Мия, Вега се отбива в дома на Ланс и съпругата му Джоуди. Купува доза хероин, която приема в къщата на наркодилъра. Гангстерът пристига вечерта в дома на семейство Уолъс. Влиза и се настанява в къщата, както пише в бележка, оставена от Мия. Двамата разговарят по интеркома. Мия подканва своя гост да си сипе алкохол. През това време съпругата на Уолъс взима доза кокаин и е готова за тръгване.
Двойката посещава „Джак Рабит Слим“ – ресторант, пълен с препратки към втората половина на 50-те и рокендрол културата. Вега и Мия се настаняват в крайслер, пригоден като ресторантска маса, и си поръчват храна и напитки. Двамата се опитват да провеждат разговор. Мия се отбива в тоалетната за втора кокаинова доза. Когато се връща, Винсънт я разпитва за Тони Кошмара, хвърлен от ревнивия Уолъс. Жената отрича Тони да е масажирал краката ѝ. Мия настоява да се включат в танцувално състезание, заедно с Вега. Двамата се качват на сцената, където танцуват туист.
Вега и Мия се прибират в дома на г-н Уолъс, носейки трофея от танцувалното състезание. Докато Винсънт е в тоалетната, провеждайки монолог пред огледалото, съпругата на Марселъс Уолъс пуска музика, намира плика с хероин на своя приятел и изсмърква наркотика. Когато се връща, Винсънт намира жената колабирала. Качва я в колата и звъни на Ланс. Наркодилърът отказва да ги приеме, но мафиотът е настоятелен; паркира в предния двор на дома на дилъра. Надрусаната жена е внесена в дома на Ланс. След като наркодилърът не успява да намери някаква медицинска книжка, решава да действа направо. Инструктира Винсънт как да забие огромна спринцовка, пълна с адреналин, право в гръдния кош на Мия до самото ѝ сърце. Спринцовката е забита и жената се съвзема светкавично. Винсънт откарва Мия у дома ѝ. Двамата се разделят, обещавайки да не кажат нито дума от това на Марселъс Уолъс.

### Прелюдия къмЗлатният часовник
Следобедния анимационен блок на малкия Буч е прекъснат от мъж на средна възраст – капитан Куунс, който е лежал пет години в пленнически лагер в Ханой, заедно с покойния баща на момчето. Мъжът дава на Буч ценен златен часовник, притежаван от покойника и предаван от баща на син в цялото поколение.

### Златният часовник
Буч се събужда от звука на гонг в съблекалня. Той става и излиза от стаята.
След известно време. Такси чака в затънтена улица, между сградите, под стълбата за евакуация. Млада жена слуша радио, което оповестява, че в току-що приключилия мач победения боксьор Флойд Рей Уилсън е умрял, а неговия съперник Буч Кулидж е напуснал незабавно ринга. Мъж с жълт халат скача от стълбата, приземява в контейнер за боклук и влиза в таксито, което отпрашва.
Пол и Винсънт Вега посещават Марселъс Уолъс, който им казва да хванат на всяка цена избягалия боксьор.
Докато Буч се преоблича в колата, таксиметровия шофьор – млада жена с акцент на име Есмералда Вила Лобос – го разпитва какво е да си убил човек. Мъжът споделя, че се чувства страхотно. По пътя Буч се чува със Соти, който е заложил в редица къщи за „нагласения“ мач и утре вечерта ще донесе голямата печалба. Беглецът се прибира в мотел, където го чака неговата приятелка Фабиен. Двамата планират сутринта да напуснат града с голямата печалба и да заминат за Ноксвил, а Буч никога повече да не се боксира. Сутринта обаче Буч разбира, че Фабиен е забравила да вземе часовника на баща му. Мъжът се връща в апартамента им и взема часовника. След като вижда, че мястото е чисто, решава да си приготви закуска. В кухнята забелязва картечен пистолет Ingram MAC-10 със заглушител и го взима. След малко от тоалетната се появява Винсънт. Буч го застрелва и незабавно напуска мястото на престъплението.
По пътя на връщане Буч изненадващо се натъква на самия Марселъс Уолъс, пресичащ пешеходна линия. Боксьорът го блъсва с личния си автомобил, който е врязва от друга кола. Двамата пострадали мъже започват да се стрелят и преследват по улицата. Сбиват се в един антикварен магазин. Боят е прекратен от магазинера, който насочва пушка срещу непознатите и ги взима за заложници. Буч и Марселъс са откарани в подземието на магазина, където са вързани със садомазо бандидж приспособления. След малко при тях пристига Зед – приятел на Мейнард (магазинера), – облечен в полицейска униформа. Те освобождават „Латекс“ – гигант, облечен в кожени дрехи и синджири. Извратеняците избират първо да изнасилят Марселъс в задната стая. Оставят вързания „Латекс“ и Буч сами. Боксьорът успява да се освободи, зашеметява гиганта, взима един самурайски меч, влиза в задната стая и убива Мейнард. Зед е прострелян от освободения Марселъс, който опрощава дълговете на боксьора при една условие: веднага да напусне града. Буч взима чопъра (мотоциклет) на Зед и се връща при Фабиен. Двамата заминават.

### Ситуацията с Бони
Апартаментът на Брет. Момента, в който Джулс цитира пасажа от Библията. В другата стая стои младеж с голям „Магнум“. Когато Брет е надупчен от куршумите на чернокожия мафиот и Марвин изпада в истерия, скритият мъж излиза и започва да стреля по гангстерите. Двамата остават невредими от множеството изстрели и застрелват младежа. Докато Винсънт смята, че са изкарали голям късмет, Джулс взима случая за „божествена намеса“ и настоява партньорът му да признае, че е станало чудо. След като Винсънт се съгласява, че Бог ги е запазил жив, двамата тръгват заедно с Марвин.
Колата на Джулс. Джулс обяснява, че вече е „пречистен“ и е взел решение да се пенсионира от бизнеса. Винсън е против това и се обръща към Марвин, който седи на задната седалка, за мнение. Без да иска гангстера натиска спусъка и пръсва мозъка на чернокожия заложник. Цялата кола се изпръсква в кръв. Джулс изпада в яд и решава да звънне на един познат в Толука на име Джими (в ролята Куентин Тарантино), в чийто дом да се опитат да оправят положението си. Джими приема гангстерите, но не е доволен, че са целите в кръв и носят мъртвец. След около час и половина Бони – съпругата на Джими – се прибира и трябва всичко да е наред. Джулс се свързва с Марселъс Уолъс, който му обещава, че ще му прати Вълка. За кратко време мистър Улф (в ролята Харви Кайтел) – мъж на средна възраст – пристига в дома на Джими. Под строгите инструкции на експертът по напечени ситуации, тримата мъже успяват да замаскират мизерията: почистват колата, сменят тапицерията и скриват трупа в багажника. Накрая измиват двамата мафиота в задния двор с градинския маркуч и ги преобличат в абсурдни дрехи.
Колата е откарана в моргата на Джо Звяра, разположена в Северен Холивуд. Уинстън Уъф оставя гангстерите, като ги съветва да вземат такси. Преди това обаче Винсънт и Джулс решават да закусят.

### Епилог – Ресторанта
Двамата гангстери обсъждат темата за „чудото“ и дали сутрешната случка може да вмести в това понятие. По думите на Джулс, той е докоснат от Бога и решава да се „пенсионира“ от бизнеса и да започне да обикаля света, докато Господ не го спре. Винсънт не е съгласен с решението и отива в тоалетната.
През това време Тиквичка и Зайчето вадят пистолетите и започват да обират клиентите от ресторанта, като карат заложниците да сложат всичките си ценни вещи в торба за боклук. Тиквичка забелязва Джулс и му казва да сложи портфейла в торбата и да отвори куфарчето. Гангстерът се заинатява, но обирджията го заплашва, че ще го застреля и мъжът скланя. Заслепен от съдържанието вътре в куфара, Тиквичка се разсейва и Джулс го взима на мушка. Заповядва му да успокои своята приятелка, насочила пистолет срещу мафиота, дори когато Винсънт се присъединява към тях. Двамата мъже сядат на масата. Джулс дава всичките си пари на обирджиите, като казва, че с тях купува животът им. След това гангстерът цитира своя цитата от Библията. Прави размисли върху него и пуска Тиквичка и Зайчето да си тръгнат с цялата плячка, оставяйки куфарчето със себе си. Малко след тях двамата мафиоти също напускат ресторанта.

## В ролите
| Актьор               | Роля                                                                         |
| -------------------- | ---------------------------------------------------------------------------- |
| Самюъл Джаксън       | Джулс Уинфийлд, гангстер                                                     |
| Джон Траволта        | Винсънт Вега, гангстер, партньор на Джулс Уинфийлд                           |
| Винг Реймс           | Марсълъс Уолис, мафиотския бос                                               |
| Ума Търман           | Мия Уолис, съпруга на Марселъс Уолъс                                         |
| Брус Уилис           | Бъч Кулидж, боксьор                                                          |
| Мария де Медейрос    | Фабиен, приятелка на Буч Кулидж                                              |
| Харви Кайтел         | Уинстън Уолф, „човекът, който решава всички проблеми“                        |
| Тим Рот              | Ринго, грабител в закусвалня с прякор „Тиквичка“                             |
| Аманда Плъмър        | Йоланда, грабителка в закусвалня с прякор „Зайчето“, приятелка на „Тиквичка“ |
| Ерик Столц           | Ланс, наркодилърът                                                           |
| Розана Аркет         | Джоди, съпруга на Ланс                                                       |
| Брона Галахър        | Труди, приятелка на Джоди                                                    |
| Кристофър Уокън      | капитан Кунс, близък приятел на баща на Бъч Кулидж                           |
| Куентин Тарантино    | Джими, приятел на Джулс Уинфийлд                                             |
| Анджела Джоунс       | Есмералда Вила Лобос, шофьор на такси                                        |
| Фил Ламар            | Марвин, черен член на банда, унищожени от Джулс и Винсънт                    |
| Франк Уайли          | Брет, главатар на банда, унищожени от Джулс и Винсънт                        |
| Бър Стиърс           | Роджър, член на банда, унищожени от Джулс и Винсънт                          |
| Ерик Кларк           | Джеймс, член на банда, унищожени от Джулс и Винсънт                          |
| Дуейн Уитакър        | Мейнърд, търговец                                                            |
| Петър Грение         | Зед, полицай, приятел на Мейнард                                             |
| Джулия Суини         | Ракел                                                                        |
| Алексис Аркет        | четвърти човек                                                               |
| Джеръм Патрик Хоубан | Ед                                                                           |
| Брад Паркър          | Джери Люис                                                                   |
| Пол Калдерон         | Пол                                                                          |
| Джоузеф Пилато       | сервитьор, двойник на Дийн Мартин                                            |
| Стив Бусеми          | сервитьор, двойник на Бъди Холи                                              |

## Интересни факти
- Говорейки за златния часовник с момчето, капитан Куунс казва, че дядото на Буч го е получил в Ноксвил, Тенеси. Ноксвил е родния град на Куентин Тарантино.
- Думата „fuck“ се използва във филма 265 пъти.
- В сцената „вкарване на адреналин в сърцето на Мия Уолъс“ при снимките Джон Траволта издърпва иглата от гърдите на Ума Търман. При монтажа на филма сцената е пусната в обратна посока, и по този начин е постигнат желания ефект за реалност.
- Бюджетът на филма е 8 милиона щатски долара, от които 5 милиона са били похарчени за хонорари на актьорите, а 150 000 за създаването на „Jack Rabbit Slim's“ бар (използван е изоставен склад в град Калвер), в която Мия и Винсънт участват в конкурс по танци.
- Между другото, когато щастливите Мия и Винсънт се връщат у дома с голямата награда, по радиото съобщават, че наградата за конкурса по танци е открадната. Така Мия и Винсънт не спечелват, а открадват наградата!
- Прякорът на режисьора Куентин Тарантино в детството му е бил „Марвин“. Във филма така е наречен млад чернокож, който героят на Траволта прострелва в главата при случаен изстрел.
- Ролята на Уинстън Улф е написана от Тарантино специално за Харви Кайтел.
- Часовникът във филма показва 04:20, което не е случайно. В САЩ, 420 е телефонния номер на Управлението на борба с наркотиците.
- Колата, в която пътува Винсънт Вега – червен кабриолет „Chevrolet Malibu“ от 1964 г., която е била за Куентин Тарантино, е била открадната по време на снимките.
- Кодът за куфара на героя на Траволта е 666.
- Дълго време Куентин Тарантино не може да реши кого ще играе във филма – Джими или Ланс. В края на краищата той избира Джими, като мисли, че сцената с оживяването на Мия е твърде сложно, и когато се снима сцената, той трябва да бъде зад камерата.
- Въпреки факта, че Тарантино пише ролята на Джул специално за Самуел Джаксън, актьорът не може да го играе, тъй като производителите харесват Пол Калдерон за тази роля. Но в края на краищата той играе Жул Джексън, а Пол играе ролята на барман в бара на Марселъс Уолъс.
- В сцената, където Буч се боксира, има надпис „Vossler vs Martinez“ (Вослер срещу Мартинес). Те са семейни приятели на Тарантино – Ренд Вослер и Джери Мартинес.
- Първоначално се предполага, че Стив Бушеми ще играе Джими, но поради договорните си задължения към други проекти, той не може да го направи. Въпреки това, Бушеми все пак се появява във филма в ролята на сервитьор приемащ поръчки от Мия и Винсънт.

## Награди и Номинации
| Категория                                       | Номиниран(и)                                           | Резултат                        |
| Оскар                                           | Оскар                                                  | Оскар                           |
| ----------------------------------------------- | ------------------------------------------------------ | ------------------------------- |
| Най-добра мъжка роля                            | Джон Траволта                                          | номинация                       |
| Б тиър филм                                     | Culture Vulture(Алекс)                                 | Според него филма е само б тиър |
| Най-добра поддържаща мъжка роля                 | Самюъл Джаксън                                         | номинация                       |
| Най-добра поддържаща женска роля                | Ума Търман                                             | номинация                       |
| Най-добър режисьор                              | Куентин Тарантино                                      | номинация                       |
| Най-добър филмов монтаж                         | Сали Менке                                             | номинация                       |
| Най-добър оригинален сценарий                   | Куентин Тарантино и Роджър Ейвъри                      | награда                         |
| BAFTA                                           |                                                        |                                 |
| Най-добра мъжка роля                            | Джон Траволта                                          | номинация                       |
| Най-добра поддържаща мъжка роля                 | Самюъл Джаксън                                         | награда                         |
| Най-добра женска роля                           | Ума Търман                                             | номинация                       |
| Най-добра кинематография                        | Анджей Секула                                          | номинация                       |
| Най-добър режисьор                              | Куентин Тарантино                                      | номинация                       |
| Най-добър филмов монтаж                         | Сали Менке                                             | номинация                       |
| Най-добър филм                                  | Лорънс Бендър и Куентин Тарантино                      | номинация                       |
| Най-добър оригинален сценарий                   | Куентин Тарантино и Роджър Ейвъри                      | награда                         |
| Най-добър звуков микс                           | Стивън Хънтър Флиск, Кен Кинг, Рик Аш, Дейвид Зупанчик | номинация                       |
| Международният филмов фестивал на Кан           |                                                        |                                 |
| Най-добър филм                                  | Куентин Тарантино                                      | награда                         |
| Златен глобус                                   |                                                        |                                 |
| Най-добър актьор в драматичен филм              | Джон Траволта                                          | номинация                       |
| Най-добър филм – драма                          | Лорънс Бендър                                          | номинация                       |
| Най-добър режисьор                              | Куентин Тарантино                                      | номинация                       |
| Най-добър сценарий                              | Куентин Тарантино                                      | награда                         |
| Най-добър поддържащ актьор                      | Самюъл Джаксън                                         | номинация                       |
| Най-добра поддържаща актриса                    | Ума Търман                                             | номинация                       |
| Национален общество на филмовите критици на САЩ |                                                        |                                 |
| Най-добър режисьор                              | Куентин Тарантино                                      | награда                         |
| Най-добър сценарий                              | Куентин Тарантино                                      | награда                         |
| Най-добър филм                                  | Куентин Тарантино                                      | награда                         |